# Stergamataea delicatum
Stergamataea delicatum är en fjärilsart som beskrevs av George Duryea Hulst 1900. Stergamataea delicatum ingår i släktet Stergamataea och familjen mätare. Inga underarter finns listade i Catalogue of Life.